# Evangelist (Prediger)
Als Evangelisten werden in christlichen Erweckungsbewegungen Personen bezeichnet, die speziell zur Evangelisation berufen sind – sei es, dass sie von einer Kirche oder einem christlichen Werk offiziell als solche angestellt sind, oder sei es, dass sie dies lediglich selbst als ihre besondere Berufung von Gott empfinden. In der Bibel wird ein solches „Berufsbild“ erwähnt (Apg 21,8 , Eph 4,11 , 2 Tim 4,5 ). In den nachbiblischen Schriften der Urkirche findet sich diese Amtsbezeichnung jedoch nicht mehr.
Die Aufgabe eines Evangelisten besteht hauptsächlich darin, nicht- und andersgläubigen Menschen in eingängigen Worten die Grundlagen des christlichen Glaubens zu vermitteln und sie zur Bekehrung einzuladen. Oft ist damit eine ausgedehnte Reisetätigkeit verbunden. Evangelisten reisen von Ort zu Ort, um dort sogenannte Evangelisationen oder evangelistische Aktionen durchzuführen.

## Entwicklungen in England und in den Vereinigten Staaten
Erst im 18. Jahrhundert tauchte diese Amtsbezeichnung wieder auf. George Whitefield ist wohl der erste, der diese Amtsbezeichnung trug. Am 17. Februar 1739 evangelisierte er vor kirchendistanzierten Arbeitern eines Bristoler Kohlenbergwerks. Von diesem Zeitpunkt an reiste Whitefield unermüdlich durch Großbritannien, Irland und die Vereinigten Staaten. Mit den Erweckungspredigern Jonathan Edwards und John Wesley verband ihn eine enge Freundschaft, welche zu einer Integration der Evangelisation in die Erweckungsbewegung führte. Hatte Letztere in erster Linie die geistliche Neubelebung von Kirchenmitgliedern im Auge gehabt, so kam es nun einer weiteren Zielsetzung: Menschen ohne kirchliche Anbindung mit dem Evangelium zu erreichen.
Diese Anfänge unter Whitefield waren der Beginn einer Bewegung, die sich – so Rendtorff – in eigentümlichen Wellen bis in die Gegenwart fortpflanzte. Als in den Vereinigten Staaten während der sogenannten Pionierzeit (1792–1825) die großen Westwanderung einsetzte und Hunderttausende in die dort neu erschlossenen Siedlungsgebiete führte, folgten ihnen methodistische und baptistische Evangelisten. Sie waren zumeist Laienprediger. Ihre Wirksamkeit führte ab 1800 zu großen Erweckungen und zu zahlreichen Gemeindegründungen unter den Pionieren.
Zu diesen Laienpredigern, die sich als Evangelisten verstanden, gehörten unter anderem Charles Grandison Finney und Dwight Lyman Moody. Finney war Jurist und Moody gelernter Schuhverkäufer. Beide wurden zu den bedeutendsten Evangelisten des 19. Jahrhunderts. Insbesondere Moody wurde zum großen Vorbild der modernen Evangelisten. In über vierzigjähriger Dienstzeit erreichte er Millionen von Menschen. Durch seine Wirksamkeit, die ihn auch nach England führte, entstanden alsbald Evangelisationsgesellschaften, die zur Wiederentdeckung des urchristlichen Amtes des Evangelisten beitrugen.

## Entwicklungen im deutschsprachigen Raum
Von diesen Entwicklungen wurde im 19. Jahrhundert auch der deutschsprachige Raum erfasst. Sie stießen allerdings auch hier auf vorbereiteten Boden. Der Pietismus und die durch ihn initiierten Erweckungsbewegungen hatten in zahlreichen deutschen Regionen zu evangelistischen Aktionen geführt. Zu nennen sind hier vor allem Württemberg (Ludwig Hofacker), Baden, das Rheinland, das Ravensberger Land, die Lüneburger Heide (Ludwig Harms, der Theologe im Bauernrock), das Wuppertal sowie das Siegerland und die Ostgebiete des Deutschen Reiches. Allerdings kam es hier erst unter angelsächsischem Einfluss zur Bildung regelrechter Evangelisationsvereine. 1848 entstand in diesem Zusammenhang die Evangelische Gesellschaft für Deutschland. Evangelistenschulen wurden gegründet: 1841 in Chrischona bei Basel und 1886 das Johanneum in Wuppertal. Evangelisten dieser frühen Phase der deutschsprachigen Evangelisationsbewegung waren Jakob Vetter, der Begründer der Zeltmission, Elias Schrenk und Samuel Keller. Für die Schweiz ist Franz Eugen Schlachter, der frühere Mitarbeiter von Elias Schrenk und Übersetzer der Miniaturbibel zu nennen.
Das Gebet für die Ausrüstung kirchlicher Mitarbeiter mit evangelistischen Begabungen gehörte von Anfang an zum Fürbitte-Kanon der Erweckungsbewegung. Es fand auch in deren Liedgut seinen Niederschlag – zum Beispiel:

„So gib dein Wort mit großen Scharen, / die in der Kraft Evangelisten sei’n. / Lass eilend Hilf’uns widerfahren / und brich in Satans Reich mit Macht hinein! / O breite, Herr, auf weitem Erdenkreis / dein Reich bald aus zu deines Namens Preis.“

## Gegenwart
Um 1918 entstand unter dem Einfluss der von Johann Hinrich Wichern begründeten Inneren Mission die sogenannte kirchliche Volksmission. Sie versuchte, dem ursprünglichen Anliegen Wicherns, neben der sozialen auch der geistlichen Not des Volkes wirksam zu begegnen, wieder gerecht zu werden. Die Innere Mission hatte ihre Wirksamkeit stark auf das diakonische Feld verlegt; das Anliegen der Volksmission war es, dem nach Ende des Ersten Weltkriegs nach neuer Orientierung suchenden Menschen Antworten des Evangeliums zu geben. Die hauptberuflichen Mitarbeiter der kirchlichen Volksmission wurden aber nicht Evangelisten, sondern Volksmissionare genannt. 1922 kam es in Spandau zu einer Konferenz, an der verschiedene Abgeordnete volksmissionarischer Bewegungen teilnahmen. Diese Konferenz war Ausgangspunkt der Gründung des Deutschen Evangelischen Verbandes für Volksmission, die 1926 stattfand. Daraus entwickelten sich in den folgenden Jahrzehnten das bei den evangelischen Landeskirchen jeweils angesiedelte Amt für Volksmission, bei dem heute die hauptberuflichen landeskirchlichen Evangelisten und Volksmissionare angestellt sind.
1960 begannen die Pastoren Gustav Bolay († 19. November 1984) von der Methodistenkirche und Heinz Stoßberg († 12. November 1974) von der Evangelischen Gemeinschaft mit evangelistischen Rundfunksendungen über Radio Luxemburg.
Auch die evangelischen Freikirchen kennen das Amt des Evangelisten. Im Bund Evangelisch-Freikirchlicher Gemeinden sind es zum Beispiel die sogenannten Bundesevangelisten sowie die evangelistisch begabten Pastoren, die neben ihrer Arbeit in einer örtlichen Gemeinde überregional als Evangelisten tätig sind.
Daneben existieren eine Reihe freier und überkonfessioneller Werke, bei denen hauptamtliche Evangelisten angestellt sind. Dazu gehören unter anderem die Deutsche Zeltmission und das Missionswerk Neues Leben.

## Bekannte Evangelisten (Auswahl)
Bekannte deutsche Evangelisten aus jüngerer Zeit waren beziehungsweise sind
- Gerhard Bergmann (1914–1981), evangelischer Pastor
- Manfred Bönig (* 1941), Bund Freier evangelischer Gemeinden in Deutschland
- Reinhard Bonnke (1940–2019), Bund Freikirchlicher Pfingstgemeinden
- Wilhelm Busch (1897–1966), evangelischer Pfarrer
- Joachim Cochlovius (* 1943), evangelisch-lutherischer Theologe
- Paul Deitenbeck (1912–2000), evangelischer Pfarrer
- Werner Gitt (* 1937), Physiker, evangelisch-freikirchlich
- Peter Hahne (* 1952), Fernsehmoderator und Autor, ehemaliges Mitglied des Rates der EKD
- Heinrich Kemner (1903–1993), evangelisch-lutherischer Pfarrer
- Theo Lehmann (* 1934), evangelisch-lutherischer Pfarrer, ehemaliger Jugendevangelist, Autor
- Wilhelm Pahls (* 1936), Brüderbewegung, Mitarbeiter des Missionswerks Die Bruderhand
- Ulrich Parzany (* 1941), ehemaliger CVJM-Generalsekretär, (ProChrist)
- Anton Schulte (1925–2010), freikirchlich, Gründer des Missionswerks Neues Leben
- Herbert Sczepan (1927–2004), evangelisch-freikirchlicher Pastor
- Peter Strauch (* 1943), Pastor des Bundes Freier evangelischer Gemeinden, Kirchenliederdichter
- Jörg Swoboda (* 1947), evangelisch-freikirchlicher Pastor, Dozent am ·Theologischen Seminar Buckow, Autor, Liedermacher

Der wohl weltweit bekannteste moderne Evangelist war der US-Amerikaner und Baptist Billy Graham, (1918–2018). Weitere Evangelisten aus dem englischsprachigen Raum waren Dwight Lyman Moody, (1837–1899) sowie der Heilsarmee-Gründer William Booth, (1829–1912). Evangelisten in Brasilien sind Edir Macedo, (* 1945) und Silas Malafaia, (* 1958). In jüngerer Zeit bekannte sich Gene Robinson, (* 1947) in einem Interview mit der Times dazu, Evangelist zu sein. Auch Frauen, wie z. B. Elizabeth Kaeton, werden als Evangelistinnen beschäftigt.